# Courtlandt
Courtlandt ist ein männlicher Vorname.

## Bekannte Namensträger
- C. D. B. Bryan (Courtlandt Dixon Barnes Bryan; 1936–2009), US-amerikanischer Autor und Journalist
- Courtlandt Canby, Autor
- Courtlandt Gross (1904–1982), US-amerikanischer Luftfahrtpionier